# 腓特烈·奧古斯特 (安哈特-采爾布斯特)
腓特烈·奧古斯特（德語：Friedrich August，1734年8月8日—1793年3月3日），末代安哈特-采爾布斯特親王，俄羅斯女皇葉卡捷琳娜二世的弟弟。
1753年，腓特烈·奧古斯特與黑森-卡塞爾的卡羅琳·威廉明娜·索菲亞結婚，兩人沒有子女。
卡羅琳·威廉明娜·索菲亞於1759年去世。1764年，腓特烈·奧古斯特與安哈特-貝恩堡的弗蕾德里克·奧古斯塔·索菲結婚，兩人沒有子女。